# Vastitas
En astrogeologia, vastitas (plural vastitates, abr. VS) és una paraula llatina que significa «vasta extensió desolada» que la Unió Astronòmica Internacional (UAI) utilitza per indicar un tret planetari superficial consistent en una gran planura sense altres accidents topogràfics destacables. En general es tracta d'extensions molt grans, per a les planures de grandàries mitjanes s'utilitza el terme planitia.
Només hi ha una formació d'aquest tipus en el Sistema solar: són les baixes planes sense relleu al voltant del pol nord de Mart (especialment Chryse Planitia, Utopia Planitia i Amazonis Planitia). Aquestes planes circumpolars es designen sota el terme genèric de Vastitas Borealis.
| Vastitas          | Latitud           | Longitud  | Diàmetre (km) | Epònim                                       | Referències |
| ----------------- | ----------------- | --------- | ------------- | -------------------------------------------- | ----------- |
| Vastitas Borealis | 82,08 N - 48,25 S | 0 - 360 E | 2002,91       | Nom clàssic de les característiques d'albedo | 6333        |